# Melanagromyza apii
Melanagromyza apii este o specie de muște din genul Melanagromyza, familia Agromyzidae, descrisă de Erich Martin Hering în anul 1951. Conform Catalogue of Life specia Melanagromyza apii nu are subspecii cunoscute.